# Ливенс, Ян
Ян Ливенс (нидерл. Jan Lievens; 24 октября 1607[…], Лейден, Республика Соединённых провинций — 4 июня 1674[…], Амстердам, Республика Соединённых провинций) — голландский живописец, рисовальщик и гравёр «Золотого века искусства Нидерландов». Трудился в Амстердаме в одной мастерской с Рембрандтом, с которым был дружен. На долгое время был забыт, поскольку с 1632 года работал как придворный художник в Англии и в других странах. Его сын — Ян Ливенс Второй (1644—1680) — также живописец.

## Биография
По сведениям Арнольда Хоубракена, автора сборника биографий «Великий театр нидерландских художников и художниц» (De Groote Schouburgh der Nederlantsche Konstschilders en Schilderessen, 1718—1721), Ян Ливенс родился в Лейдене в семье вышивальщика Ливена Хендрикса и Махтельт Янс ван Нортзант. Когда ему исполнилось восемь лет, Ливенс поступил в ученики к живописцу Йорису ван Схутену в Лейдене, а два года спустя к Питеру Ластману в Амстердаме, учеником которого несколькими годами позже стал Рембрандт.
Рембрандт был на год старше Ливенса. Оба родились в Лейдене, обучались у Питера Ластмана в Амстердаме, где они делили общую мастерскую около пяти лет, до 1631 года. Молодые художники подружились, в произведениях 1626—1631 годов заметно их влияние друг на друга. Нидерландский поэт и учёный Константейн Хёйгенс, портрет которого написал Ливенс, оставил воспоминание о посещении мастерской двух художников в 1628 году.
Ян Ливенс стал своего рода знаменитостью благодаря таланту в столь юном возрасте. Восхищение вызвали его копия картины Корнелиса ван Харлема «Плачущий Гераклит и смеющийся Демокрит» и портрет его матери Махтельт Янс ван Нортзант. Это привлекло внимание Морица Нассауского, принца Оранского, который около 1620 года купил картину, изображающую молодого человека, читающего при свете костра. Эту картину он передал английскому послу, который подарил её королю Якову I. Именно по этой причине в 1631 году, когда Ливенсу было двадцать четыре года, его пригласили к английскому двору в Лондон.
В 1632—1644 годах Ливенс жил в Англии, работал при дворе Карла I и написал королевский портрет. В тот период он испытал влияние Антониса Ван Дейка. Вернувшись из Англии через Кале, Ливенс поселился в Антверпене, где 23 декабря 1638 года женился на Сюзанне Колин де Ноле, дочери скульптора Мишеля Колинса.
Ливенс пользовался высоким покровительством, получал множество заказов, вёл роскошную жизнь, но накопил множество долгов. В Антверпене он сотрудничал с Адрианом Брауэром. Поработав придворным художником в Гааге и Берлине, он в 1655 году вернулся в Амстердам.
После смерти первой жены он женился повторно в 1648 году на Корнелии, сестре художника Яна де Брая. В 1663 году он отправился в Гелдерланд (восточные Нидерланды) вместе с Гербрандом ван ден Экхаутом. После 1672 года Ливенс испытывал растущие финансовые трудности, Конец жизни провёл в нищете, и семья после его смерти аннулировала все претензии на наследство из-за его долгов.

## Творчество
Ливенс рано проявил талант к живописи и на протяжении творческой жизни испытывал разные влияния прежде всего Рембрандта. По оценке Константейна Хёйгенса, Ливенс был более изобретательным, но менее выразительным, чем Рембрандт. Сотрудник Эрмитажа Ю. И. Кузнецов писал, что Ян Ливенс в мастерской Рембрандта «был скорее более опытным сотоварищем по работе, чем учеником. Однако, несмотря на свою раннюю зрелость, находился под влиянием Рембрандта. „Портрет старика“, выполненный в рембрандтовской манере, силой и смелостью мазка, а также великолепием и мощью форм превосходит всё, что создавалось самим Рембрандтом в эти годы. „Улыбающийся старик“, часто относимый к этому же лейденскому периоду, написан, возможно, несколько позже, так как обнаруживает влияние фламандской живописи. Уже эта работа показывает, как скоро Ливенс утратил своё превосходство. Дальнейшая эволюция художника к классицизму и декоративности окончательно разделила обоих мастеров».
Во время трёхлетнего пребывания в Англии Ян Ливенс находился под воздействием картин Антониса Ван Дейка, а в Антверпене — Рубенса. Стиль Ливенса стал более барочным, он писал картины большого размера, а его драматические композиции демонстрируют влияние караваджизма.
При жизни Ливенс считался главным соперником Рембрандта и был широко известен. Он писал картины на библейские сюжеты, наиболее прославлен портретами, среди которых — портрет Декарта (1643). Ряд больших картин (5,5 × 5,5 м) он создал для украшения здания новой Ратуши Амстердама. Картины художника хранятся в музеях Англии, Франции, Германии, Нидерландов, Бельгии, Испании, США. Три его работы имеются в Санкт-Петербурге, в Эрмитаже:
- Голова седобородого старика в профиль (1631—1632)
- Улыбающийся старик (1624—1626)
- Портрет Волрата фон Плессена (авторская копия фрагмента картины «Портрет принца Карла Людвига и его воспитателя Волрата фон Плессена в образах Александра и Аристотеля» (ок. 1631)

## Галерея
- Торжество Эсфири. Ок. 1625. Холст, масло. Художественный музей Северной Каролины, США
- Юноша, зажигающий факел. Ок. 1625. Дерево, масло. Королевский дворец, Вилянув, Варшава
- Самсон и Далила. Между 1630 и 1635. Холст, масло. Рейксмюсеум, Амстердам
- Бородатый мужчина в берете. 1630. Дерево, масло. Национальная галерея искусства, Вашингтон
- Голова седобородого старика в профиль. 1631—1632. Дерево, масло. Государственный Эрмитаж, Санкт-Петербург
- Улыбающийся старик. Между 1635 и 1640. Дерево, масло. Государственный Эрмитаж, Санкт-Петербург
- Молодая девушка. Дерево, масло. Музей изящных искусств Бостона, Массачусетс, США
- Принц Карл Луи Пфальцский со своим наставником Вольрадом фон Плессеном в исторической одежде. 1631. Холст, масло. Центр Гетти, Лос-Анджелес, США